# Yesterdays (album van Jarrett)
Yesterdays is een livealbum van het trio Keith Jarrett, Gary Peacock en Jack DeJohnette.
Dit trio timmert al jaren aan de weg met het opnieuw uitvoeren van jazzstandards (het trio wordt ook weleens Standards genoemd). Het muziekalbum volgt acht jaar nadat het concert heeft plaatsgevonden. De opnamen zijn bewerkt en geremasterd door Jan Erik Kungshaug, de bijna vaste geluidstechnicus van ECM Records. Dit gebeurde in de Rainbow Studio in Oslo. De registratie komt van het concert dat het jazztrio gaf in de Metropolitan Festival Hall in Tokio, behalve de track Stella by Starlight, die werd opgenomen bij een soundcheck in de Orchid Hall, ook in Tokio (24 april 2001).

## Musici
- Keith Jarrett – piano
- Gary Peacock – contrabas
- Jack DeJohnette – slagwerk

## Composities
1. Strollin' (Horace Silver) (8:12)
2. You took advantage of me (Richard Rodgers, Lorentz Hart) (10;12)
3. Yesterdays (Jerome Kern, Otto Herbach) (8:55)
4. Shaw'nuff (Dizzy Gillespie, Charlie Parker) (6;10)
5. You’ve changed (Carl Fisher, Bill Carey) (7:55)
6. Scrappie from the apple (Charlie Parker) (9:01)
7. A sleepin' bee (Harold Arien, Truman Capote) (8:17)
8. Intro (Jarrett)(1;37); Smoke gets in your eyes (Jerome Kern, Harbach) (6:56)
9. Stella by Starlight (Victor Young, Ned Washington) (8:04)